# Przyjaciel przy Pracy
Przyjaciel przy Pracy – czasopismo specjalistyczne ukazujące się na rynku od 1949 r. poświęcone ochronie człowieka w środowisku pracy. Zgodnie z ponad 70-letnią tradycją czasopismo kierowane jest przede wszystkim do społecznych inspektorów pracy, pracowników służby bhp, pracodawców, właścicieli firm szkoleniowych i doradczych oraz osób zajmujących się zawodowo tematyką bhp.
Zakres tematyczny czasopisma:
- prawo pracy,
- bhp – dobre praktyki,
- systemy zarządzania bhp,
- ergonomia,
- edukacja w zakresie bhp,
- medycyna pracy,
- ochrona środowiska,
- rozwiązania technologiczne,
- zagrożenia w miejscu pracy (biologiczne, chemiczne, stres, obciążenie układu mięśniowo-szkieletowego itd.),
- przykłady dobrych praktyk bhp,
- relacje z najważniejszych imprez i spotkań branżowych.